# 范维克鲍
范维克鲍（德語：Feinwerkbau、简写為FWB） 是德国一家枪械制造商(包括气枪)，主要目标是国际射击运动协会射击赛事，包括奥运会项目的枪械生产。其主打普及型运动步枪，范维克鲍600系列在运动射击界有着较高的拥有率和很好的口碑。

## 品牌含义
德语Feinwerkbau即是英语"fine workmanship"，中文「优良的工艺」之意。

## 主要产品

### 气步枪
- FWB 110 4.5mm口径运动气枪 拉杆式
- FWB 124 4.5mm口径气枪 >800fps
- FWB 127 5.5mm口径版本的FWB 124
- FWB 150 4.5mm口径运动气枪(拉杆式) 造于 ??-1968
- FWB 300 4.5mm口径运动气枪(拉杆式) 无后座力
- FWB 300S 4.5mm口径运动气枪(拉杆式) 无后座力
- FWB 600/601/602 4.5mm口径运动气枪(拉杆式 单杆气动)
- FWB 603 4.5mm口径运动气枪(拉杆式 单杆气动 可卸弹模拟扣扳机)
- FWB 70 4.5mm口径运动气枪(空气压缩式)
- FWB 700 4.5mm口径运动气枪(空气压缩式)

## 气手枪
- 65 无后座力 4.5mm口径运动气手枪 拉杆式单杆气动
- 80 无后座力 4.5mm口径运动气手枪 拉杆式单杆气动
- 90 无后座力 4.5mm口径运动气手枪 拉杆式单杆气动 电子扳机
- C-20
- P44 4.5mm口径运动气手枪 空气压缩式 500fps
- P58 4.5mm5连发半自动 空气压缩式
- FWB 100 拉杆式单杆气动 研制于1988年
- FWB 102 运动气手枪 双杆单杆气动 研制于1992年 取代FWB 100
- FWB 103 运动气手枪 可拆卸单杆气动 研制于1997年 取代FWB 102

## 运动手枪
- AW93 .22lr